# Monica Bellucci
Monica Anna Maria Bellucci (Città di Castello, 30 de setembro de 1964) é uma atriz e modelo italiana, conhecida internacionalmente por seus filmes na Europa e em Hollywood, e também pela sua carreira iniciada como modelo de grandes desfiles de moda europeus e grifes sofisticadas como Dior e Dolce e Gabbana, nos anos 1980 e 90. É considerada pela revista norte-americana Variety como "o último mito erótico" e a herdeira de divas italianas do cinema como Sofia Loren, Gina Lollobrigida, Claudia Cardinale e Silvana Mangano.

## Biografia
Nos anos 1980, Bellucci abandonou os estudos de Direito na Universidade de Perúgia para seguir a carreira de modelo e a carreira cinematográfica internacional. Em 1988 mudou-se para Milão, um dos grandes centros mundiais da moda, passando a fazer parte do elenco internacional da agência Elite Models e trabalhando para grandes estilistas como Dolce & Gabbana, além de posar para fotografias de moda em Paris e Nova Iorque em algumas das maiores revistas do ramo, como Elle e GQ, o que a levou a conseguir destaque internacional na profissão; nesta época, Monica fez a transição para o cinema, dedicando-se os estudos de interpretação.
Fluente em italiano, inglês e francês, com bom conhecimento do espanhol e razoável português, o que lhe possibilita trabalhar em filmes nas várias línguas e em países diversos, começou no cinema em meados dos anos 90, conseguindo chamar a atenção da indústria ao participar num pequeno papel do seu primeiro filme em língua inglesa, Drácula de Bram Stoker, dirigido por Francis Ford Coppola em 1992, e fazendo uma série de filmes em francês, com seu segundo ex-marido, também ator, Vincent Cassel.
Com o sucesso mundial do filme italiano Malèna, de Giuseppe Tornatore – o único filme que fez na Itália com sucesso em todo mundo, fato pelo qual ela é bastante crítica do atual momento do cinema italiano em relação a seu passado – Monica teve as portas de Hollywood abertas, filmando com Bruce Willis e participando de dois filmes da série Matrix, Reloaded e Revolutions, como Perséfone, seguido de seu papel como Maria Madalena no polêmico sucesso de bilheteria de Mel Gibson, A Paixão de Cristo, para o qual aprendeu aramaico. 
Considerada a mulher mais sexy do mundo em 2004 – já com quarenta anos de idade – pelos leitores da revista masculina Maxim’s, Bellucci escandalizou o público do Festival de Cannes em 2002, ao participar de uma das cenas mais violentas e realistas de um estupro no cinema, no filme francês Irreversível, do argentino Gaspar Noé, também atuando ao lado de seu ex-marido Cassel, com quem tem duas filhas, Deva e Léonie. Suas fotos nuas para grandes revistas como Vanity Fair, para quem posou grávida em 2004 enfurecendo o Vaticano, Maxim’s, Gentlemen’s Quartely entre outras e seus ensaios fotográficos com grandes fotógrafos como o alemão Helmut Newton, a transformaram no grande símbolo sexual italiano da atualidade e aumentou sua legião de fãs pela Internet.
Bellucci também fez sucesso com o público infantil e adolescente ao personificar a rainha egípcia Cleópatra no filme francês Asterix e Obelix: Missão Cleópatra, baseado nos quadrinhos dos heróis gauleses, um dos maiores sucessos de bilheteria da história do cinema na França. Também deu a sua voz à personagem fictícia Kaileena (Prince of Persia Warrior Within), da trilogia Prince of Persia.
Em 2015, participou do filme 007 contra SPECTRE, 24º filme de James Bond, como a bond girl "Lucia Sciarra", tornando-se, aos 50 anos, a mais velha de todas bond girls desde o início da série em 1962.  A crítica especializada, entretanto, enfureceu-se com o diretor Sam Mendes pelo pouco tempo dado à atriz no filme, apenas alguns minutos, considerando sua participação em SPECTRE como uma "oportunidade criminosamente perdida".

## Vida pessoal
Depois de um primeiro casamento entre 1990 e 1994 com o fotógrafo italiano Claudio Basso, casou-se pela segunda vez com o ator francês Vincent Cassel em 1999, com quem teve duas filhas. Em 2010, comprou uma casa no Rio de Janeiro, Brasil, onde passou várias temporadas com a família, Cassel e suas duas filhas. O casamento chegou ao fim em 2013, após quatorze anos de relacionamento.
Em 2016 comprou um apartamento no histórico bairro do Castelo, em Lisboa, num edifício onde será vizinha do designer francês Christian Louboutin. Monica inscreveu as duas filhas num colégio internacional de Lisboa.
A atriz faz uma participação especial na terceira temporada de Twin Peaks fazendo o papel dela mesma no décimo quarto episódio da série em que contracena com o diretor David Lynch que vive o agente do FBI Gordon Cole. 

## Filmografia selecionada
| Titulo                                  | Ano  | Personagem                |
| --------------------------------------- | ---- | ------------------------- |
| Drácula de Bram Stoker                  | 1992 | Uma das Noivas de Drácula |
| The Apartment                           | 1996 | Lisa                      |
| Dobermann                               | 1997 | Nat, a Cigana             |
| Sob Suspeita                            | 2000 | Chantal Hearst            |
| Malèna                                  | 2000 | Malèna Scordia            |
| Brotherhood of the Wolf                 | 2001 | Sylvia                    |
| Asterix e Obelix - Missão Cleópatra     | 2002 | Cleopatra                 |
| Ricordati di me                         | 2002 | Alessia                   |
| Tears of the Sun                        | 2003 | Lena Fiore Kendricks      |
| The Matrix Reloaded                     | 2003 | Persephone                |
| Enter the Matrix                        | 2003 | Persephone                |
| The Matrix Revolutions                  | 2003 | Persephone                |
| A Paixão de Cristo                      | 2004 | Maria Madalena            |
| Os Irmãos Grimm                         | 2005 | Rainha do Espelho         |
| Mandando Bala                           | 2007 | Donna Quintano            |
| A Informante                            | 2010 | Laura Levin               |
| O Aprendiz de Feiticeiro                | 2010 | Veronica                  |
| Le Meraviglie                           | 2014 | Milly Catena              |
| Spectre                                 | 2015 | Lucia Sciarra             |
| On the Milky Road                       | 2016 | Nevesta                   |
| Nekrotronic                             | 2018 | Finnegan                  |
| The Best Years of a Life                | 2019 | Elena                     |
| Spider in the Web                       | 2019 | Angela                    |
| The Man Who Sold His Skin               | 2020 | Soraya Waldy              |
| Les Fantasmes                           | 2021 | Sabrina                   |
| La Befana Vien di Notte II – Le Origini | 2021 | Dolores                   |
| The Girl in the Fountain                | 2021 | Anita Ekberg              |
| Memory                                  | 2022 | Davana Sealman            |
| Dry                                     | 2022 | Valentina                 |
| Diabolik – Ginko All'Attacco!           | 2022 | Altea di Vallenberg       |
| Mafia Mamma                             | 2023 | Bianca                    |
| The Passion of the Christ: Resurrection | 2024 | Maria Madalena            |
| Beetlejuice 2                           | 2024 | Delores                   |

### Dublagem
| Ano  | Filme                           | Personagem          |
| ---- | ------------------------------- | ------------------- |
| 2003 | Sinbad - A Lenda dos Sete Mares | Marina (em Francês) |
| 2005 | Robots                          | Cappy (em Francês)  |

## Prêmios e indicações
| Ano  | Premio                                                   | Categoria                                    | Nomeado                                      | Resultado |
| ---- | -------------------------------------------------------- | -------------------------------------------- | -------------------------------------------- | --------- |
| 2003 | Sindacato Nazionale Giornalisti Cinematografici Italiani | Nastro d'Argento de Melhor Actriz Secundária | Ricordati di me                              | Venceu    |
| 1997 | César Awards                                             | Melhor Revelação Feminina                    | L'Appartement                                | Indicado  |
| 2001 | European Film Awards                                     | Prêmio do Público de Melhor Atriz            | Malèna                                       | Indicado  |
| 2003 | Saturn Award                                             | Melhor Atriz Coadjuvante                     | O Pacto dos Lobos                            | Indicado  |
| 2003 | Cinescape Genre Face of the Future Award                 | Melhor Atriz                                 | The Matrix Reloaded e The Matrix Revolutions | Indicado  |
| 2003 | Prêmio David di Donatello                                | Melhor Atriz Coadjuvante                     | Ricordati di me                              | Indicado  |
| 2003 | Teen Choice Awards                                       | Choice Movie Female Breakout Star            | The Matrix Reloaded and Lágrimas do Sol      | Indicado  |
| 2004 | MTV Movie Awards                                         | Prémio de melhor beijo                       | The Matrix Reloaded                          | Indicado  |
| 2005 | Sindacato Nazionale Giornalisti Cinematografici Italiani | Nastro d'Argento de Melhor Actriz Secundária | A Paixão de Cristo                           | Indicado  |
| 2007 | Sindacato Nazionale Giornalisti Cinematografici Italiani | Nastro d'Argento de Melhor Actriz Secundária | N (Io e Napoleone)                           | Indicado  |